# Сан Вито
Сан Вѝто (на италиански: San Vito; на сардински: Santu Idu, Санту Иду) е малко градче и община в Южна Италия, провинция Южна Сардиния, автономен регион и остров Сардиния. Разположено е на 10 m надморска височина. Населението на общината е 3836 души (към 2010 г.).